# Pirop

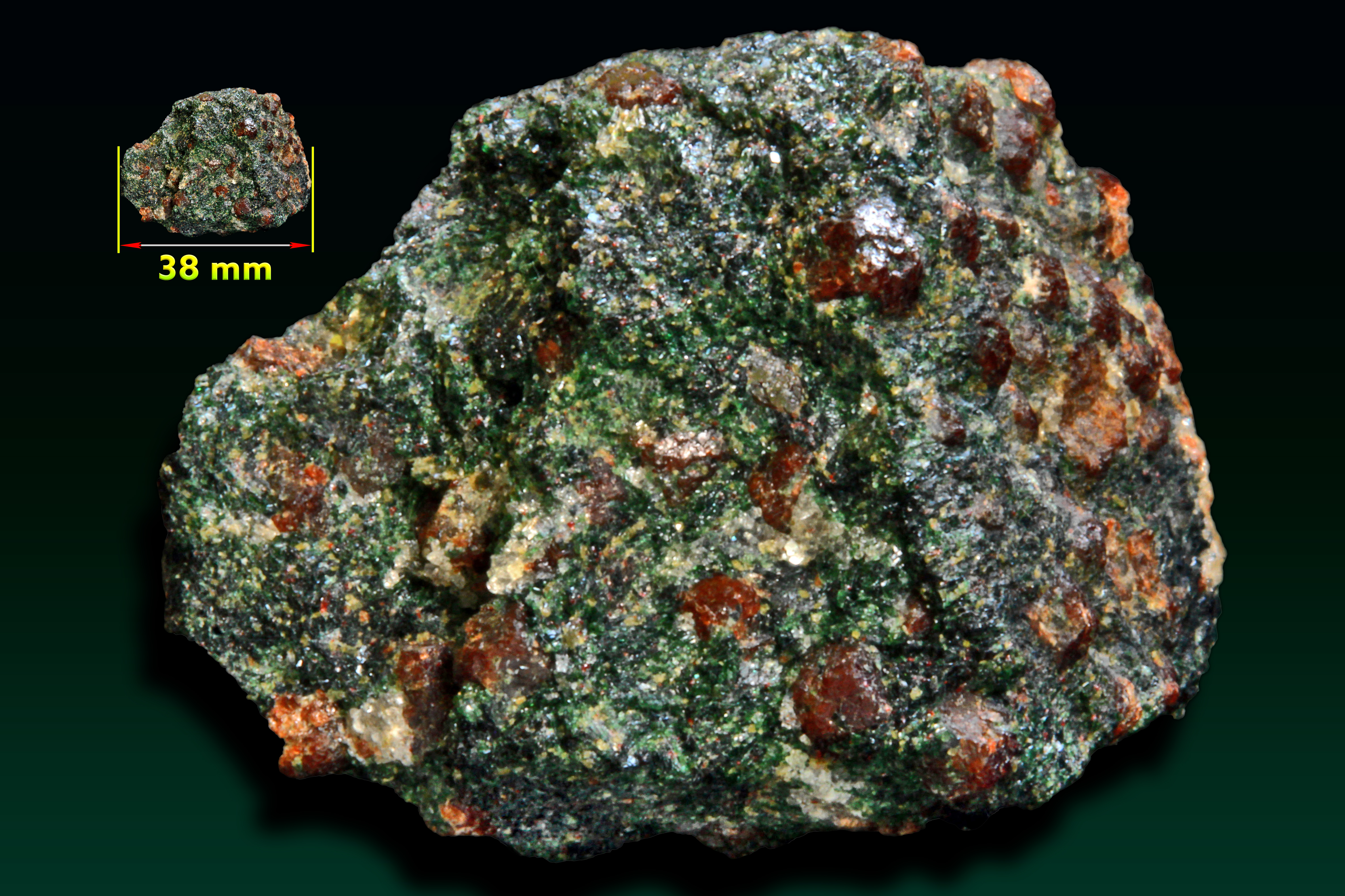
Granat pirop w eklogicie - Szybino, Góry Ural, Rosja

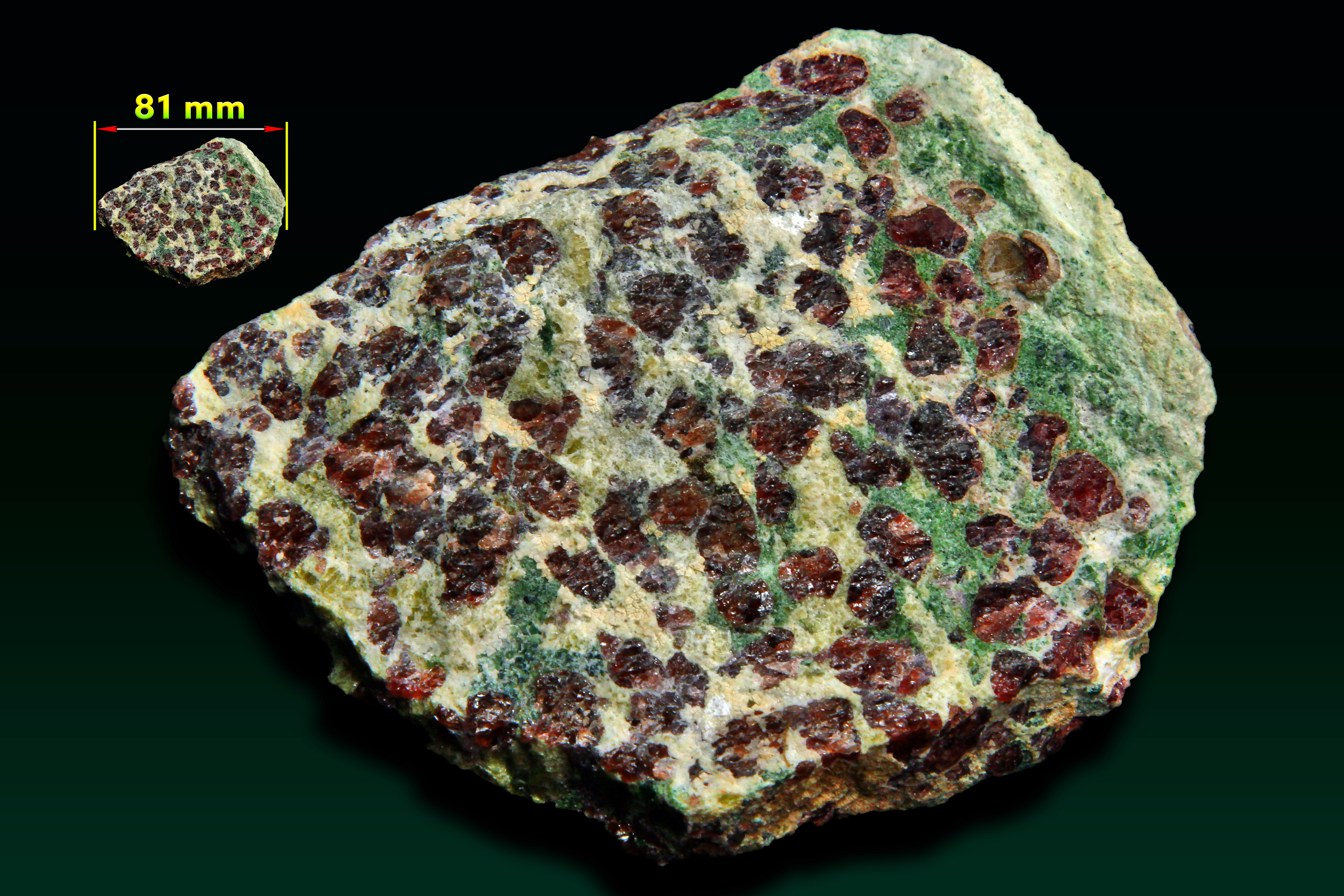
Granat (pirop) i chromdiopsyd w serpentynicie - Wanzenau, Dolna Austria, Austria.

Pirop – minerał z gromady krzemianów, należący do granatów szeregu piralspitu. 
Jego nazwa pochodzi od greckiego słowa pyr = ,,ogień" lub piropos = „podobny do ognia”, co jest aluzją do czerwonej barwy minerału.

## Właściwości
Krystalizuje w układzie regularnym. Bardzo często tworzy doskonale wykształcone, izometryczne kryształy, najczęściej sześcienne lub dwunastościany rombowe, rzadziej dwudziestoczterościanu deltoidowego. Najczęściej tworzy kryształy wrosłe, zaokrąglone, przypominające kulki. Występuje w skupieniach masywnych i ziarnistych. Tworzy kryształy mieszane ze spessartynem i umbalitem oraz z wieloma innymi granatami. Może zawierać wtrącenia apatytu, ilmenitu, pirotynu, pirytu, rutylu, sfalerytu. Jest minerałem kruchym, przezroczystym do przeświecającego. Częstymi zanieczyszczeniami w strukturze są żelazo, mangan i wapń.

## Występowanie
Występuje głównie w skałach metamorficznych (eklogity, serpentynity, granulity). Spotykany również w ultrabazytach oraz ultrazasadowych skałach głębinowych, zwłaszcza w perydotytach. Także w kimberlicie, gdzie współwystępuje z diamentami i serpentynitach. Duże koncentracje występują czasem w skałach okruchowych (piaski i zlepieńce). Również w łupkach amfibolowych, biotytowych, plagioklazach i anortozytach. Z reguły nie tworzy wyraźnych kryształów, lecz raczej nieregularne ziarna. Przez wieki (ponad 500 lat) piropy wydobywano na dużą skalę w Czechach z aluwialnych żwirów i piasków rzecznych. Kamienie te nazywano czeskimi granatami lub czeskimi kamieniami. Ich obecność może wskazywać na obecność skał diamentonośnych. Bardzo rzadko spotykany biały pirop jest składnikiem skał zmetamorfizowanych w środowisku skrajnie wysokich ciśnień i temperatur. Towarzyszą mu najczęściej diament, diopsyd, forsteryt, ilmenit, rutyl, flogopit i oliwin. 

## Miejsce występowania
Na świecie
Czechy (okolice Trebnic, na wzgórzach Linhorka, w okolicach Meronic – najsłynniejsze złoża piropu), RPA (Kimberley), Tanzania, Sri Lanka, Szkocja, Szwajcaria, Niemcy, Chiny, Włochy, Norwegia, Namibia, Zimbabwe, Kongo, Sudan, Australia, Kanada, Austria, USA (Nowy Jork), Brazylia, Rosja, Argentyna, Mongolia, Birma. 
W Polsce
Znaleźć go można w serpentynitach i granulitach w Górach Sowich (Bystrzyca Górna), w okolicach Lądka Zdroju w Masywie Śnieżnika, w Sudetach i w serpentynitach okolic Sobótki. Także okazjonalnie w Tatrach i piaskach plażowych nad Bałtykiem.

## Zastosowanie
- Stosowany jako materiał ścierny[1],
- służy do wyrobu narzędzi skrawających, szlifierskich i wierteł[1],
- ma znaczenie naukowe – wskaźnik warunków metamorfizmu[1],
- bywa wykorzystywany jako minerał wskaźnikowy przy poszukiwaniu diamentów[1],
- przezroczyste lub przeświecające kryształy są często spotykane w wyrobach jubilerskich. Stosowany do pierścionków, broszek i wisiorków; fasetkowe paciorki - do naszyjników[5].
- szlifowany w formie kaboszonów lub fasetkowo (szlif brylantowy i mieszany)[1][5].

Szczególnie interesujące są okazy zmieniające barwę w zależności od oświetlenia np. piropy z Norwegii w świetle dziennym są fioletowe; przy oświetleniu sztucznym – czerwone. Piropy z Tanzanii w oświetleniu dziennym są zielonawoniebieskie, a w sztucznym szkarłatne.

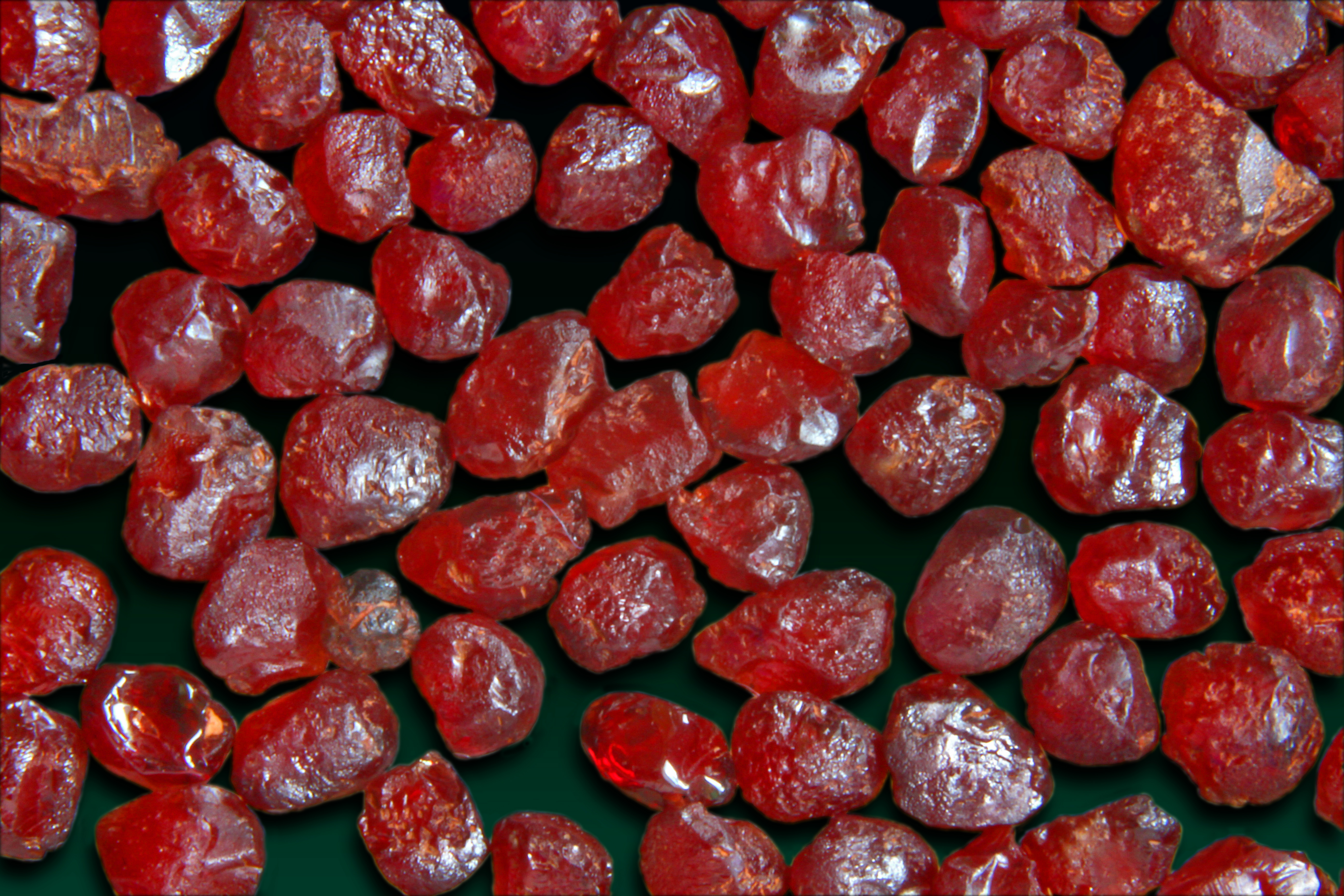
Pirop - Czechy.

Szeroko stosowany w jubilerstwie. Okazy czyste i duże są rzadko spotykane. Większość trafiających na rynek granatów to granaty o składzie pośrednim. Przyjmuje się, że piropy czyste są zwykle ciemne i rzadko przekraczają masę 1-2 karatów. 
Szwajcarskie i południowoafrykańskie piropy mają jaśniejszą barwę czerwoną niż rubinowoczerwone kamienie z Czech.